# Stokkafjorden
Stokkafjorden er en fjord i Vevelstad, Vefsn og Alstahaug kommune i Nordland fylke i Norge. Fjorden er en fortsættelse af Mindværfjorden og ligger på østsiden af Trolandet på Rødøya og Flatøya. Fjorden har indløb mellem Stokka, som har givet navn til fjorden, i syd og Lauvøyneset på Trolandet i nord. Den går 7,5 kilometer mod nord til Tangsundet og indløbet til Halsfjorden.
Fra Stokka går der færge over fjorden til Trolandet og mod syd til Vågsodden på Hamnøya og Forvik ved Mindværfjorden. Tangsundet i nord går videremod nord til Vefsnfjorden.